# Dumitru Macri
Dumitru (Take) Macri (* 28. April 1931 in Bukarest; † 20. März 2024) war ein rumänischer Fußballspieler und -trainer. Der Abwehrspieler bestritt insgesamt 221 Spiele in der höchsten rumänischen Fußballliga, der Divizia A.

## Karriere als Spieler
Macri begann mit dem Fußballspielen in seiner Heimatstadt Bukarest bei Flacăra Roșie Bukarest und wechselte vor Beginn der Saison 1950 zu Locomotiva Bukarest (später Rapid Bukarest), wo er am 19. März 1950 seinen Einstand in der höchsten rumänischen Spielklasse hatte. Er blieb der Verein bis zum Ende seiner aktiven Laufbahn im Jahr 1965 fünfzehn Jahre lang treu. Während dieser Zeit konnte er zwar keine Titel gewinnen, belegte aber dreimal den zweiten Platz in der Divizia A. In den Jahren 1951 und 1954 musste er mit dem Verein absteigen, beide Male gelang aber die sofortige Rückkehr.
Macri ist der erste rumänische Fußballspieler der jemals für den Ballon d’Or nominiert wurde (1961).

## Nationalmannschaft
Dumitru Macri bestritt zwischen 1958 und 1962 zehn Spiele für die rumänische Fußballnationalmannschaft, erzielte dabei jedoch kein Tor. Seinen Einstand hatte er am 26. Oktober 1958 gegen Ungarn.

## Karriere als Trainer
Nach dem Ende seiner aktiven Laufbahn arbeitete Macri als Fußballtrainer. Er betreute unter anderem CFR Timișoara, Rapid Bukarest und FC Olt Scornicești jeweils für wenige Monate in der Divizia A, wobei sich alle Vereine jeweils im Abstiegskampf befanden. Er hat nachdem zeitweise in Algerien als Trainer gearbeitet, auch für die Nationalmannschaft.

## Privates
Macri, war als Sohn eines griechischen Vaters und einer Rumänin geboren, er verließ Rumänien 1986, und wohnte abwechselnd in Paris, Frankreich (wo sein Sohn als Architekt arbeitet), und Volos, Griechenland.

## Erfolge

### Als Spieler
- Rumänischer Vizemeister: 1950, 1964, 1965
- Balkanpokal: 1964
- Aufstieg in die Divizia A: 1952, 1955

### Als Trainer
- Mittelmeerspielen: 1975